# ایندین دراگز
ایندین دراگز (انگلیسی: Indian Drugs) شرکت دولتی داروسازی هندی است، که در سال ۱۹۶۱ تأسیس شد.